# Episodi de I misteri di Murdoch (terza stagione)
La terza stagione della serie televisiva I misteri di Murdoch è stata trasmessa in Canada su Citytv dal 14 marzo al 13 giugno 2010.
In Italia la stagione è andata in onda su Rai 3 con un episodio alla settimana dal 2 luglio al 10 settembre 2011.
| nº | Titolo originale          | Titolo italiano                | Prima TV Canada | Prima TV Italia   |
| -- | ------------------------- | ------------------------------ | --------------- | ----------------- |
| 1  | The Murdoch Identity      | La scomparsa di Murdoch        | 14 marzo 2010   | 2 luglio 2011     |
| 2  | The Great Wall            | Chinatown                      | 21 marzo 2010   | 9 luglio 2011     |
| 3  | Victor, Victorian         | Pregiudizi                     | 28 marzo 2010   | 16 luglio 2011    |
| 4  | Rich Boy, Poor Boy        | Rapimento e riscatto           | 4 aprile 2010   | 23 luglio 2011    |
| 5  | Me, Myself and Murdoch    | Tripla personalità             | 11 aprile 2010  | 30 luglio 2011    |
| 6  | This One Goes To Eleven   | Crimini ad arte                | 25 aprile 2010  | 6 agosto 2011     |
| 7  | Blood And Circuses        | Un delitto quasi perfetto      | 2 maggio 2010   | 13 agosto 2011    |
| 8  | Future Imperfect          | Futuro imperfetto              | 9 maggio 2010   | 14 agosto 2011    |
| 9  | Love and Human Remains    | La verità sepolta              | 16 maggio 2010  | 20 agosto 2011    |
| 10 | The Curse of Beaton Manor | La maledizione di Beaton Manor | 23 maggio 2010  | 21 agosto 2011    |
| 11 | Hangman                   | Giustizia è fatta              | 30 maggio 2010  | 27 agosto 2011    |
| 12 | In the Altogether         | Erotismo e ricatti             | 6 giugno 2010   | 3 settembre 2011  |
| 13 | The Tesla Effect          | L'effetto Tesla                | 13 giugno 2010  | 10 settembre 2011 |

## La scomparsa di Murdoch
- Titolo originale: The Murdoch Identity
- Diretto da: Laurie Lynd
- Scritto da: Jean Greig

### Trama
Murdoch si ritrova a Bristol in Inghilterra, inseguito da due poliziotti; rimane ferito e si rifugia in un pub dove la proprietaria, Anna Fulford, accetta di nasconderlo e aiutarlo. Murdoch infatti ha perduto la memoria, non sa più chi è, ma vuole assolutamente scoprire cosa stia succedendo. Nel frattempo a Toronto tutto il Distretto è mobilitato per cercare di capire dove sia finito il detective, avvistato per l'ultima volta sette giorni prima, mentre si apprestava ad andare in chiesa. Alle ricerche partecipa anche Hamish Slorach, un bizzarro poliziotto del V Distretto, temporaneamente distaccato al IV. Quando, proprio nei pressi della chiesa, viene ritrovato un cadavere, si teme il peggio: il morto però viene identificato come John Dawson, un ex appartenente ai Servizi Segreti a cui hanno sparato in testa con un'arma di enorme potenza. Alcune tracce (sangue e impronte) dimostrano che anche Murdoch è stato sulla scena del delitto. Gli investigatori arrivano ad arrestare il progettista dell'arma, ma da lui ottengono poche informazioni. Contemporaneamente però scoprono che Murdoch è vivo e che sì è imbarcato per l'Inghilterra sotto falso nome.
Sulle due sponde dell'Atlantico, pur non essendo in contatto tra loro, gli investigatori di Toronto e Murdoch, sempre braccato, mettono faticosamente insieme tutti gli indizi disponibili e riescono a ricostruire una storia pericolosa che vede la partecipazione di alcuni ex agenti dei Servizi Segreti.
Murdoch, coinvolto come testimone nell'omicidio di John Dawson, si è scontrato con l'assassino che per eliminarlo lo ha gettato da un ponte. Caduto su di un treno di passaggio e rimasto quasi illeso, Murdoch si è ritrovato a Montréal privo di memoria ma in possesso di un biglietto navale per Bristol, a nome di John Dawson. Non potendo fare altro si è imbarcato; poi a Bristol, cercando altre tracce, ha attirato l'attenzione dei suoi antagonisti.
Estraendo dalla propria memoria tutto il possibile, Murdoch si convince che sia in atto il progetto di un attentato. Rivoltosi alla polizia locale e recuperata finalmente la memoria, il detective vede confermata la propria ipotesi: il passaggio della carrozza reale sul Clifton Bridge sarà l'occasione per assassinare il ministro della guerra, destabilizzando la situazione politica della Gran Bretagna.
Durante un cruento scontro Murdoch riesce a prevalere sull'attentatore, sventandone il piano.
Dopo aver ricevuto un ringraziamento ufficiale, Murdoch è costretto a congedarsi da Anna, con la quale ha ormai stabilito uno stretto rapporto umano: rapporto che avrebbe potuto trasformarsi in qualcosa di più, senza gli obblighi che lo richiamano a casa.
A Toronto gli amici, e Julia, salutano il suo ritorno con gioia e grande sollievo.
- Altri interpreti: Patrick McKenna (detective Hamish Slorach), Lisa Faulkner (Anna Fulford), Danny Lima (John Dawson), Warren Kimmel (Edmund Keating), Andrew Musselman e Duncan McLeod (gli uomini di Keating), Dylan Smith (Quentin Quinn), Shaun Austin-Olsen (capo della polizia a Bristol), Mark Bowden (agente a Bristol)
- Ascolti Italia: telespettatori 767 000 – share 4,44%[3]

## Chinatown
- Titolo originale: The Great Wall
- Diretto da: Harvey Crossland
- Scritto da: Alexandra Zarowny

### Trama
Nella Chinatown di Toronto viene ritrovato il cadavere dell'agente Cooper, poliziotto del V Distretto. Il giovane è morto dissanguato a causa della rescissione dell'arteria femorale, avvenuta probabilmente nel corso di una colluttazione.
Tutti gli indizi di colpevolezza portano ad un anziano commerciante del luogo, nel cui negozio Cooper era solito acquistare oppio per alleviare i suoi dolori di schiena. Murdoch, al quale l'indagine viene affidata a causa di una momentanea carenza di personale, dubita che l'uomo sia realmente colpevole anche se è certo che, per paura o diffidenza, nasconda qualcosa.
Sfidando le troppo facili apparenze, i pregiudizi razziali e la pericolosa ostilità dell'intero V Distretto il detective riesce infine a dimostrare che Cooper non è stato ucciso a Chinatown, e che il responsabile della sua morte è un insospettabile poliziotto corrotto, macchiatosi anche del reato di stupro.
- Altri interpreti: Martin Happer (agente Curtis Cooper), Gabriel Hogan (agente Randall Tonwsend), Lee Rumohr (agente Pete Holder), Simon Sinn (Feng Choy), Jo Chin (Ling), Allan Royal (capo Stockton), Richard Clarkin (ispettore Davis), Russell Yuen (Edward Chan), Andrea So (Mai-Li), Brian Bisson (l'arbitro)
- Ascolti Italia: telespettatori 767 000 – share 5,24%[4]

## Pregiudizi
- Titolo originale: Victor, Victorian
- Diretto da: Laurie Lynd
- Scritto da: Alexandra Zarowny

### Trama
Nella Loggia massonica di Toronto, alla quale appartengono anche l'agente Crabtree e l'ispettore Brackenreid, si sta svolgendo la cerimonia di iniziazione di Victor Bernard. Seguendo il rito del giuramento di sangue il giovane beve vino rosso da una coppa ricavata da un teschio: quasi immediatamente stramazza al suolo, morto per soffocamento. Con ogni evidenza, si tratta di omicidio.
 L'indagine è complicata, tanto per il luogo in cui è avvenuto il decesso quanto per le circostanze. Victor era stato infatti presentato da fratello Leonard Winters il quale gli aveva anche occultamente affidato il compito - in quanto esperto contabile - di verificare il bilancio della Loggia. Se saranno riscontrate irregolarità, il tesoriere della Loggia, Elias Boswell, potrebbe diventare il maggiore indiziato per l'omicidio.
La contabilità in effetti non è del tutto regolare; quando però, durante l'autopsia, la dottoressa Ogden scopre che Victor era in realtà una donna travestita da uomo, l'indagine imbocca una direzione totalmente diversa. Sino ad approdare ad un movente per l'omicidio in cui si mescolano gelosia e tragici fraintendimenti.

Sullo sfondo di una storia che mette in discussione i ruoli antitetici cui erano tenuti uomini e donne nella società dell'epoca, pare rafforzarsi il legame umano e sentimentale tra il detective Murdoch e la dottoressa Ogden.
- Altri interpreti: Sergio Di Zio (Leonard Winters), Angela Vint (Miriam Winter), Zoie Palmer (Katie Powers), Mark Caven (Eugene Anderson), Martin Doyle (Elias Boswell), Kevin Dennis (Victor Bernard / Grace Reid)
- Ascolti Italia: telespettatori 720 000 – share 4,89%[5]

## Rapimento e riscatto
- Titolo originale: Rich Boy, Poor Boy
- Diretto da: Harvey Crossland
- Scritto da: Carol Hay

### Trama
Mentre sta giocando nel parco con un amichetto, Bobby, uno dei figli dell'ispettore Brackenreid, viene rapito.
 L'intero Distretto si mobilita immediatamente e vengono vagliate varie ipotesi: un rapimento per vendetta nei confronti dell'ispettore, l'opera di un pedofilo, un'estorsione. Ma quando in effetti arriva una richiesta di riscatto si scopre che la situazione è più complessa: i rapitori hanno preso il bambino sbagliato, il loro vero obbiettivo avrebbe dovuto essere Robert Stanton, figlio di un ricco imprenditore. Ciò aumenta l'ansia di tutti: la vita di Bobby è a rischio, nel caso in cui i criminali scoprano l'errore.
Con il generoso aiuto di Stanton, che fornisce il denaro e accetta di consegnarlo, il riscatto viene comunque pagato; purtroppo però nel luogo ove il bambino era stato recluso vengono rinvenute numerose tracce di sangue.
Tuttavia Murdoch, dopo aver accuratamente analizzato la scena, conclude che la presunta morte di Bobby è un inganno: solo uno dei rapitori mirava al denaro, per l'altro le motivazioni del crimine sono state ben diverse.
E alla fine Bobby può essere restituito all'affetto degli angosciati genitori.
- Altri interpreti: Arwen Humphreys (Margaret Brackenreid), Gage Munroe (Bobby Brackenreid), Michelle Monteith (Evia Dewar / Molly Richards), Dylan Roberts (Pete Richards / Mason), George Masswohl (Henry Stanton), Kristina Nicoli (signora Stanton), Sharron Matthews (signora Williams), Kate Hewlett (Lucy Worthing), Brendan Gal (Jeb Carson), A. Frank Ruffo (il vecchio Ned), Tim Zemanek (Otto Schroeder), Gregory Thomas (Jack)
- Ascolti Italia: telespettatori 699 000 – share 4,29%[6]

## Tripla personalità
- Titolo originale: Me, Myself and Murdoch
- Diretto da: Don McCutcheon
- Scritto da: Paul Aitken

### Trama
La moglie, il figlio ed un paio dei suoi braccianti si apprestano a festeggiare il sessantesimo compleanno di Alexander Taylor, ma lo trovano morto nel suo studio, ucciso a colpi d'ascia.
 Colpevole dell'omicidio sembra essere la figlia Charlotte, strana ed introversa ragazza che, sorpresa in possesso dell'arma del delitto, resiste violentemente all'arresto.
 Interrogata da Murdoch, Charlotte ammette di aver forse ucciso il padre in quanto "posseduta dal diavolo"; questa affermazione, insieme a discorsi pieni di dubbi ed esitazioni, fa però sospettate al detective che la ragazza possa soffrire di amnesia isterica. Forse non è lei la vera assassina.
 Di lì a poco infatti lo stress dell'arresto e degli interrogatori fa emergere una sorprendente verità: Charlotte è afflitta da personalità multipla. In lei convivono anche Maddie, protettiva e disinibita, e Girly, una bambina di soli tre anni.

 Con l'aiuto del dottor Roberts e dell'ipnosi Murdoch riesce faticosamente ad individuare il trauma infantile da cui hanno avuto origine i problemi mentali di Charlotte e a ricostruire la storia della famiglia, sino a scoprire il vero assassino e lo straziante movente del delitto.
- Altri interpreti: Rosemary Dunsmore (Bernice Taylor), Anastasia Phillips (Charlotte / Maddie / Girly), Paul Amos (dottor Roberts), Matthew Ferguson (Clive Brewster), Callahan Connor (Joshua Taylor), Bruce Beaton (Norman Copps), Lachlan Murdoch (agente Henry Higgins)
- Ascolti Italia: telespettatori 662 000 – share 4,11%[7]

## Crimini ad arte
- Titolo originale: This One Goes To Eleven
- Diretto da: Cal Coons
- Scritto da: Carol Hay

### Trama
In città si tiene un grande ricevimento per l'inaugurazione del Pendrick Building, il moderno palazzo in vetro e acciaio alto undici piani, costruito dal milionario James Pendrick. Durante la soirée viene esposto un prezioso dipinto di Rembrandt acquistato a Vienna dalla signora Pendrick, appassionata d'arte. Murdoch ed altri agenti sono presenti per sorvegliarlo.
 Il dipinto viene molto apprezzato dal signor Carducci, rappresentante di varie gallerie, e da quasi tutti i presenti; ma non dall'astioso pittore Burt Lightman, favorevole ad un'arte più libera e meno figurativa. A fine serata il quadro viene prelevato per essere riposto: una guardia di sicurezza lo porta in ascensore dall'undicesimo al primo piano, ma quando le porte si spalancano di fronte agli agenti Higgins e Crabtree, nella cabina c'è solo il cadavere del guardiano, accoltellato al cuore. Malgrado l'ascensore non si sia mai fermato, il quadro è sparito.
 I motivi del furto potrebbero essere diversi: la richiesta di un riscatto, la vendita ad un collezionista senza scrupoli, la vendetta di qualcuno che all'asta di Vienna è stato battuto dalla signora Pendrick. Oppure lo stesso Pendrick può aver inscenato il furto per frodare l'assicurazione: è già ricco, ma la sua passione per le invenzioni e per la modernità richiede indubbiamente ingenti capitali.
 Dopo aver capito il trucco nell'ascensore che ha consentito il furto, Murdoch inizia a trovare cadaveri: i due ladri e, qualche tempo dopo, il pittore Burt Lightman. Quest'ultimo è il falsario che aveva realizzato varie copie del dipinto, destinate ad altrettanti collezionisti che se anche si fossero poi accorti della truffa, non avrebbero mai potuto denunciarla senza rivelare il proprio coinvolgimento. Le copie sono recuperate assieme all'originale, che viene restituito ai Pendrick.
 Tutti i recenti omicidi sono evidentemente riconducibili al committente del furto, che sta eliminando i suoi complici. Anche Carducci si rivela implicato nell'imbroglio: incastrato da Murdoch con l'ennesimo trucco, sta per ucciderlo quando viene invece ucciso da Pendrick.
 Il dipinto è stato recuperato, pertanto il caso viene chiuso. Ma, senza poterlo dimostrare, al detective rimane il forte sospetto che la "mente" dietro la tentata truffa sia proprio l'eclettico milionario.
- Altri interpreti: Peter Stebbings (James Pendrick), Kate Greenhouse (Sally Pendrick), Salvatore Antonio (Luca Carducci), Christopher Ralph (Burt Lightman), Lachlan Murdoch (agente Henry Higgins)
- Ascolti Italia: telespettatori 792 000 – share 5,36%[8]

## Un delitto quasi perfetto
- Titolo originale: Blood And Circuses
- Diretto da: David Sutherland
- Scritto da: Paul Aitken, Alexandra Zarowny

### Trama
Il Quarto Distretto viene invaso dagli artisti del Royal Travelling Circus del signor Pierre Barnett: sono stati tutti fermati in seguito all'orribile morte della domatrice Kitty Walker, il cui corpo sbranato è stato ritrovato nella gabbia della tigre.
 Mentre l'ispettore Brackenreid si affeziona gradualmente alla simpatica scimmietta Athena, quello che all'inizio poteva sembrare un tragico incidente si rivela invece un vero e proprio omicidio: la tigre è stata tenuta intenzionalmente e nascostamente a digiuno per parecchi giorni, quindi l'aggressione a Kitty è stata pianificata. La successiva autopsia rivela inoltre che la ragazza è morta a causa di una pugnalata alla gola, per cui l'operato dell'animale è servito solamente ad occultare le tracce del delitto. Dall'interrogatorio di Ivy, la migliore amica di Kitty, emerge che tra i possibili sospettati per l'omicidio ci sono l'illusionista Jack, che con Kitty aveva avuto una seria relazione, e il Conte Leoline, l'attuale fidanzato con cui la ragazza aveva frequenti ed animate discussioni.
 Nel circo esiste una divisione tra gli artisti "normali" e i cosiddetti "mostri": mentre Kitty era semplicemente una bella e giovane donna, alla seconda categoria appartengono tanto Ivy quanto il Conte. Ivy è interamente coperta da un intrico di rami e foglie di edera velenosa (a suo dire una punizione divina per i peccati della madre, in realtà il risultato di un lungo e probabilmente doloroso lavoro di intaglio e cicatrizzazione della pelle); il Conte è invece affetto da ipertricosi, cosa che comunque non gli impedisce di essere affascinante e molto apprezzato dalle donne. In Leoline però ciò che non va è soprattutto il carattere: altezzoso ed irritante, risulta facilmente antipatico; in almeno un'occasione infatti è stato licenziato da un circo in cui non era più sopportato. Desiderava fondare con Kitty un nuovo circo tutto suo, ed era questo il motivo delle discussioni: Leoline ha davvero nobili origini ma è del tutto spiantato, mentre Kitty aveva di recente ricevuto una grossa eredità. Quando si scopre che Kitty e il Conte erano in realtà sposati da qualche settimana, Leoline - che già aveva presentato un paio di alibi contraddittori - diventa il principale indiziato.
 La situazione si complica però quando durante la notte anche Leoline viene ucciso con una pugnalata alla gola. L'arma del delitto è scomparsa e l'evento è apparentemente inspiegabile, dato che il Conte era rinchiuso da solo nella propria cella. Minerva, l'indovina, aveva presagito la morte imminente di qualcuno e Murdoch, che certo non crede ai suoi poteri divinatori, sospetta che la donna sappia qualcosa e si serva delle carte per rivelarlo indirettamente. L'unico modo per spiegare il delitto è che un coltello sia stato lanciato con abilità e precisione da una delle celle adiacenti, ma la scomparsa dell'arma lascia agli investigatori solo molte domande sul possibile movente: Leoline è stato ucciso per vendicare Kitty, o per gelosia? Oppure l'assassino è uno solo per entrambi i delitti?
 Dopo una nuova funesta predizione di Donna Minerva, la situazione inizia a chiarirsi quando una rissa tra Bob Selby, che si prendeva cura degli animali, e l'illusionista Jack si conclude con la morte accidentale di quest'ultimo. L'autopsia rivela che Jack aveva ingoiato il coltello responsabile della morte di Leoline: un pugno di Bob ha causato la perforazione dello stomaco. Jack era dunque complice del delitto: aveva nascosto il coltello, portato avanti e indietro tra le celle dall'inconsapevole Athena: ma ad effettuare il lancio è stato qualcun altro.
 Ulteriori ricerche portano Murdoch al vero assassino: Ivy. È lei che in passato, respinta da Leoline, ha addirittura tentato il suicidio; all'epoca la ragazza era ancora "normale" e sotto il nome di Regina di Spade si esibiva come lanciatrice. La sua idea iniziale era quella di uccidere Kitty ma poi, nuovamente respinta e umiliata da Leoline (per amore del quale si era trasformata in "mostro"), aveva deciso di uccidere anche lui. Jack, innamorato di Ivy e abituato ad ingoiare e rigurgitare ogni sorta di oggetti, si era rivelato il complice ideale.
 Ora Ivy, dopo aver perduto la bellezza e la speranza, è destinata a perdere anche la vita.
 Il triste caso viene chiuso e il Distretto può finalmente liberarsi di tutti gli artisti; Brackenreid si separa da Athena con un pizzico di malinconia.
 Prima di congedarsi, Minerva sfida ancora una volta lo scetticismo di Murdoch e gli predice che riuscirà a stare con la donna che ama, ma anche che dovrà compiere un grande sacrificio.
- Altri interpreti: Ashley Leggat (Ivy), Lally Cadeau (Donna Minerva), Bruce Dow (Pierre Barnett), Ewan Williams (Jake l'illusionista), Michael Boisvert (Conte Leoline), Wayne Robson (Bob Selby), Karissa Strain (Maisy), Lachlan Murdoch (agente Henry Higgins), Sean Harraher (agente Worseley)
- Ascolti Italia: telespettatori 669 000 – share 4,59%[9]

## Futuro imperfetto
- Titolo originale: Future Imperfect
- Diretto da: Cal Coons
- Scritto da: Cal Coons

### Trama
Murdoch viene invitato ad una conferenza della Società Eugenetica, che si propone il miglioramento della razza umana.
Là ritrova l'imprenditore James Pendrick, che della Società è presidente e finanziatore, e sua moglie Sally, ancora appassionata d'arte..
C'è anche Ruby, la sorella della dottoressa Ogden, al seguito del famoso scrittore H. G. Wells, che della conferenza sarà l'oratore principale.
L'evento subisce una drammatica interruzione quando, con orrore dei presenti, irrompe un cane che ha tra le fauci un braccio umano mozzato.
Di lì a poco vengono recuperate altre parti anatomiche e dietro la denuncia di scomparsa fatta da Estelle Malling e dal di lei fidanzato Tobias Allan, il corpo viene identificato come quello dell'avvocato Linus Malling, padre di Estelle ed eminente membro della Società, che egli però si apprestava ad abbandonare a causa di gravi divergenze d'opinione con il presidente.
Per qualche tempo Murdoch, considerando anche gli inquietanti precedenti che lo riguardano, sospetta fortemente del cinico Pendrick. Alla fine però deve riconoscere che la vera soluzione del caso va ricercata non in ambito pubblico, bensì privato.
- Altri interpreti: Sarah Gadon (Ruby Ogden), Peter Stebbings (James Pendrick), Kate Greenhouse (Sally Pendrick), Peter Mikhail (H.G. Wells), David Storch (dottor Dryus Alger), Peter Mooney (Tobias Allan), Ashleigh Rains (Estelle Malling), Matt Hopkins (l'accalappiacani), Jamie Ferenczi (il patrocinatore della Società Eugenetica)
- Ascolti Italia: telespettatori 591 000 – share 4,20%[12]

## La verità sepolta
- Titolo originale: Love and Human Remains
- Diretto da: David Sutherland
- Scritto da: Lori Spring

### Trama
Durante i lavori di demolizione di un vecchio complesso edilizio vengono ritrovati due corpi: un uomo e una donna di circa quarant'anni, mummificati forse grazie alla forte acidità del terreno. Inizialmente le eccellenti condizioni dei corpi portano la dottoressa Ogden ad ipotizzare che i corpi siano stati sepolti un paio d'anni prima. Successivamente però alcune scoperte relative ai corpi e al terreno in cui hanno riposato portano ad ampliare l'intervallo temporale: cinque anni, venticinque e infine sessanta. In base alle prove fisiche e alle informazioni disponibili i corpi sono stati sepolti intorno al 1836; si tratta comunque di aprire un'indagine per omicidio, dato che la causa della morte rivelata dall'autopsia è avvelenamento da cianuro. Murdoch vuole assolutamente ricostruire l'accaduto, benché sia possibile che le persone coinvolte, compreso l'assassino, siano già tutte morte.
 Una ricerca catastale rivela che negli anni Trenta il terreno e la casa che vi sorgeva appartenevano a Samuel e Mary Blake. La loro figlia Rebecca, all'epoca quindicenne ed ora sposata con un certo Charlie Hastings, è ancora viva: da lei e dal marito Murdoch si fa ricostruire la vecchia storia. I Blake avevano in affidamento tre bambini, che impiegavano per i lavori agricoli nella loro tenuta; anche Charlie lavorava lì come bracciante. Un giorno i Blake erano semplicemente scomparsi; poiché erano cattivi e non particolarmente amati, in loro assenza le cose avevano iniziato a migliorare. Rebecca e Charlie si erano sposati e si erano fatti carico della fattoria e dei bambini. Avevano falsificato alcune firme, per ovviare all'assenza dei Blake, ed avevano continuato la loro vita.
 Quando poco lontano dalla prima sepoltura ne viene trovata un'altra che contiene le spoglie di un neonato, sembra che gli anziani coniugi Hastings possano essere incolpati di ben altro che innocue falsificazioni. Murdoch scopre che in effetti gli Hastings hanno mentito su parecchie cose, ma quando si rintracciano anche coloro che erano stati i bambini in affido - uno dei quali, Horace Mooney, ha posseduto il terreno tra gli anni Cinquanta e gli anni Settanta - viene ricostruita una strana storia che li scagiona.
 Il caso e l'ingenuità infantile sono i veri responsabili della morte dei Blake e gli investigatori sono ben lieti di chiudere l'indagine senza incriminare nessuno.
- Altri interpreti: Joan Gregson (Rebecca Hastings), Myron Natwick (Charlie Hastings), Philip Craig (Horace Mooney), Marcia Bennett (Alice Nugent), Neil Dainard (Michael Webster), Richard Fitzpatrick (James Kirkham), Brianna Bisson (Penny Ranton), Max Morrow (Clarence), Chantal Craig (l'insegnante), Emma Gibbs (Rebecca da giovane), Graham Kartna (Charlie da giovane), Gavin Lee (Horace da giovane)
- Ascolti Italia: telespettatori 662 000 – share 4,58%[13]

## La maledizione di Beaton Manor
- Titolo originale: The Curse of Beaton Manor
- Diretto da: John L'Ecuyer
- Scritto da: Paul Aitken

### Trama
Durante un blackout che ha lasciato al buio l'intera città, il ricco Chauncey Beaton precipita dalla finestra della sua stanza a Beaton Manor. La morte viene giudicata sospetta perché il maggiordomo, Wiliam Godfrey, dichiara di aver visto qualcuno affacciato alla finestra dopo la caduta; inoltre alcuni abitanti della casa hanno udito Chauncey gridare il nome del fratellastro Timothy, suicidatosi qualche mese prima.
 Tutti i fratelli Beaton - Chauncey, Ronald e Byron, il maggiore - nutrono sensi di colpa nei confronti del defunto fratellastro: sono consapevoli di averlo emarginato e offeso perché Timothy era il figlio bastardo nato dall'unione del loro padre con una cameriera di colore. Non approvavano che fosse comunque uno dei beneficiari del testamento, inoltre Byron ha sposato Rowena, la donna di cui Timothy era innamorato. Tutto ciò ne giustifica ampiamente il suicidio: Timothy si è annegato in una piscina ghiacciata, l'inverno precedente.
 Sulla famiglia e sulla casa aleggia comunque l'ombra di una maledizione: pochi fra i Beaton hanno raggiunto la vecchiaia: incidenti, suicidi, molti sono morti per un attacco di cuore. Ed è così anche per Chauncey: l'autopsia chiarisce che prima di cadere dalla finestra l'uomo, benché solo trentenne, aveva subito un fortissimo attacco, forse dovuto alla paura. Per ragioni analoghe di lì a poco muore anche il fratello Ronald. E intanto la servitù inizia a parlare sempre più insistentemente di voodoo e delle apparizioni di Timothy, che forse infesta la casa come fantasma. Quando, durante una ronda notturna, anche Crabtree e Higgins sono testimoni dell'apparizione di Timothy, Murdoch cerca di trovare una spiegazione al fenomeno: o Timothy è ancora vivo, o qualcuno lo sta impersonando. Il ritrovamento di una maschera modellata sulle fattezze di Timothy sembra avallare la seconda ipotesi e Murdoch sospetta fortemente che il "fantasma" possa essere Byron, interessato ad eliminare i fratelli per motivi ereditari. Tuttavia un'analisi più approfondita porta a scagionare Byron e apre la via all'unica vera soluzione possibile: Timothy ha finto la propria morte e con l'aiuto di un paio di complici ha creato le condizioni per entrare in possesso dell'intera eredità. Rintracciati nella casa dove si erano rifugiati, i colpevoli vengono tutti arrestati.
 La maledizione però non si è ancora esaurita e nemmeno Byron - l'ultimo dei Beaton - riuscirà a sottrarvisi.
- Altri interpreti: Matt Bois (Chauncey Beaton), Jonathan Goad (Byron Beaton), Jordan Pettle (Ronald Beaton), Michael Xavier (Timothy Beaton), Stephanie Langton (Rowena Beaton), Roy Lewis (William Godfrey), Graham Harley (signor Aylmer), Marium Carvell (Claire)
- Ascolti Italia: telespettatori 713 000 – share 4,53[14]

## Giustizia è fatta
- Titolo originale: Hangman
- Diretto da: Don McCutcheon
- Scritto da: Philip Bedard, Larry Lalonde

### Trama
Il condannato a morte Cecil Fox si risveglia all'obitorio davanti alla dottoressa Ogden, che stava per iniziare la sua autopsia, e riesce a fuggire.
 Ritenuto colpevole di aver ucciso il giudice Mead, che lo aveva condannato ai lavori forzati per un precedente reato, Fox è stato impiccato; una cannula inserita in gola gli ha però consentito di sopravvivere. È evidente che qualcuno lo ha aiutato, e il sospettato più probabile è il boia Theodore Pleasant, buon amico dell'ispettore Brackenreid. Inizialmente Pleasant nega ogni responsabilità, poi però finisce per confessare: ha aiutato Fox a scampare all'impiccagione, usando tra l'altro una corda di lunghezza inadeguata, perché convinto della sua innocenza. Non ha prove, solo una sensazione derivante dalla propria esperienza, rafforzata da un inquietante episodio. Qualche tempo prima Pleasant si era occupato dell'impiccagione di Michael Workentin; il giovane, accusato di aver strangolato la fidanzata, sino all'ultimo si era proclamato innocente. Quando in seguito un altro condannato, Freddy Duckworth, aveva rivelato di essere colpevole di quel delitto, poco prima di essere a sua volta impiccato per un altro crimine, Pleasant si era ritrovato in preda ai sensi di colpa per aver giustiziato un innocente. Aveva iniziato a bere e si era allontanato dalla famiglia. Con Cecil Fox non aveva voluto ripetere l'errore.
 Malgrado la forte opposizione del procuratore Dillard, che aveva ottenuto la condanna di Fox, Brackenreid decide di riaprire il caso Mead e lo affida a Murdoch. Con difficoltà il detective individua alcune falle testimoniali nel processo contro Fox, non sufficienti però ad ottenere un ribaltamento del verdetto. Ad un certo punto gli investigatori sono anche costretti a domandarsi se Pleasant non sia così sicuro dell'innocenza di Fox perché è lui stesso ad aver commesso l'omicidio.
 Nel frattempo Fox, ancora in fuga, ruba l'uniforme di Crabtree e accede all'obitorio, minacciando la dottoressa Ogden per farsi medicare la ferita alla gola. Per qualche momento si crea una situazione difficile, ma la tensione si scioglie quando i risultati della nuova autopsia sul corpo del giudice Mead, condotta dalla stessa Julia, dimostrano che l'uomo non può aver materialmente commesso l'omicidio: le sue condizioni fisiche contrastano decisamente con l'angolazione della coltellata al cuore che ha ucciso il giudice.
 In sostanza il caso è stato condotto male sin dall'inizio e Cecil Fox è davvero innocente. Allora chi ha ucciso il giudice Mead?
 Murdoch riesce finalmente a rispondere a questa domanda quando le nuove prove raccolte e correttamente interpretate rivelano una connessione tra il caso Workentin e il caso Mead. Il colpevole è convinto di aver agito nell'interesse di un bene superiore, ma in realtà ha solo voluto proteggere il proprio operato, costellato di errori e palesi violazioni delle norme di giustizia. Sarà a sua volta condannato all'impiccagione e per ironia della sorte una corda di nuovo inadeguata, approntata da Catchpole, l'inesperto aiutante del boia, gli staccherà di netto la testa.
 Theodore Pleasant invece riprenderà felicemente le redini della propria vita.
- Altri interpreti: Eric Peterson (Hershey Dillard), Peter Donaldson (Theodore Pleasant), Hardee T. Lineham (Cecil Fox), Paul Dunn (Gideon Catchpole), Shauna Black (Myrtle Smith / Agatha Meldrum), Tony Munch (detective Chester Mac Donald), John Healy (Joe Workentin), Scott Yetman (Mikey Workentin), Jonathan Collard (Freddy Duckworth), Colin Doyle (il prete)
- Ascolti Italia: telespettatori 838 000 – share 5,13%[15]

## Erotismo e ricatti
- Titolo originale: In the Altogether
- Diretto da: Steve Wright
- Scritto da: Jean Grieg

### Trama
La bella Abigail Tunstall viene strangolata; il suo corpo senza vita viene ritrovato da una coppietta che si era appartata nel parco. Ufficialmente la ragazza lavorava come aiuto cuoca, ma in realtà la sua attività più redditizia era quella di modella per foto osé, in collaborazione con il fotografo Marcus Evans. Però Moira Mahoney, un'altra delle modelle, racconta agli investigatori che di recente Abigail aveva lasciato Evans per passare ad un'attività di adescamento e ricatto di facoltosi gentiluomini, alle dipendenze di un altro fotografo. La cosa viene confermata quando nelle stanze usate da Abigail si scoprono una camera oscura e uno specchio semiargentato, che consente di vedere senza essere visti. C'è anche una modernissima fotocamera, grazie alla quale si può risalire all'identità del fotografo: Colin McTavish. La cassaforte contiene numerose fotografie compromettenti e tra esse, con sorpresa, Murdoch ne trova una che ritrae Sally Pendrick, evidentemente impegnata nella stessa attività di Abigail.
 Interrogata in assenza del marito, la signora Pendrick ammette di essersi prestata ad aiutare McTavish quando era ancora giovane e povera: senza arrivare alla vera e propria prostituzione, aveva comunque collaborato a ricattare numerosi gentiluomini. Ora che ha cambiato radicalmente vita, lei stessa è vittima di ricatto ad opera di McTavish, che ogni due mesi le richiede grosse somme di denaro.
 Avendo escluso come responsabili dell'omicidio di Abigail tutti gli uomini da lei ricattati, Murdoch decide di servirsi di Sally per tendere una trappola allo sfuggente McTavish, aprendo così nuove piste per l'indagine. Purtroppo però l'edificio abbandonato scelto per l'appuntamento con il ricattatore salta in aria poco prima che Sally vi entri; tra le macerie viene poi ritrovato il cadavere di McTavish. Le cose si complicano quando si scopre che l'esplosione non è stata accidentale ma provocata da una bomba a tempo e che prima della deflagrazione McTavish era già morto.
 Murdoch sospetta fortemente che James Pendrick abbia tentato di uccidere la moglie e ne trova conferma quando l'acquisto di uno degli ingranaggi usati per costruire la bomba viene fatto risalire alle Industrie Pendrick.
 Così, mentre per l'omicidio di Abigail viene incriminato Evans, innamorato della ragazza ma disgustato dalla strada da lei intrapresa, Pendrick finisce dietro le sbarre per la morte di McTavish e il tentato omicidio di Sally.
 Nel frattempo la dottoressa Ogden ha iniziato ad avvertire una certa insofferenza per le condizioni della sua vita professionale e affettiva, e prende in considerazione un'interessante offerta di lavoro a Buffalo.
- Altri interpreti: Peter Stebbings (James Pendrick), Kate Greenhouse (Sally Pendrick), Sima Fisher (Abigail Tunstall), Ennis Esmer (Marcus Evans), Janet Porter (Moira Mahoney), Kevin Bundy (dottor Falwell), Julian DeZotti (Luther), Olivia Rameau (Beatrice)
- Ascolti Italia: telespettatori 824 000 – share 4,78[16]

## L'effetto Tesla
- Titolo originale: The Tesla Effect
- Diretto da: Steve Wright
- Scritto da: Cal Coons

### Trama
Morris Garbutt muore in modo orribile e misterioso nella sua stanza d'albergo, chiusa dall'interno. Il geniale inventore Nikola Tesla, di cui Garbutt era assistente, ipotizza che causa della morte possano essere le microonde, oggetto delle sue più recenti sperimentazioni; in effetti l'autopsia condotta dalla dottoressa Ogden riscontra una "cottura" degli organi interni del cadavere del tutto compatibile con questa possibilità. Ad ulteriore conferma, nella persona di Terrence Meyers, i servizi segreti si intromettono discretamente nell'indagine: pare che le microonde siano state usate per mettere a punto una formidabile e nuovissima arma, che molti Paesi sarebbero lieti di acquisire.
 Destreggiandosi tra le esigenze della giustizia, che impongono di trovare il colpevole dell'omicidio, e le richieste di Meyers, che vuole assicurarsi l'arma, Murdoch deve fare i conti anche con la ricomparsa dei coniugi Pendrick: non è escluso che James Pendrick, ricchissimo magnate, creativo e privo di scrupoli, sia coinvolto nella spinosa faccenda.

 Alla fine Murdoch riuscirà a concludere l'indagine e a neutralizzare l'arma; ma i suoi giudizi su James e Sally Pendrick dovranno essere radicalmente rivisti.

A margine della vicenda principale la dottoressa Ogden si appresta a lasciare Toronto: a Buffalo la aspetta il prestigioso incarico di direttore di chirurgia pediatrica in un grande ospedale. Pressato dalle circostanze Murdoch decide finalmente di dichiararsi: ma ormai è troppo tardi.
- Altri interpreti: Peter Stebbings (James Pendrick), Kate Greenhouse (Sally Pendrick), Dmitry Chepovetsky (Nikola Tesla), Peter Keleghan (Terrence Meyers), Christopher Stanton (Morris Garbutt), Robin Kasyanov (Josef Karnaki), Bernard Behrens (il nuovo patologo)
- Ascolti Italia: telespettatori 749 000 – share 4,11[17]